# こねり翔
こねり 翔（こねり しょう、1959年9月30日 - ）は、日本の男性声優、俳優。新潟県出身。身長166cm、血液型はA型。青山学院大学卒業。アクセント所属。

## 人物
以前は劇団ウォーキングスタッフ、現代制作舎に所属していた。
特技は剣道三段・柔道初段。
方言は新潟弁。

## 出演

### テレビアニメ
2013年
- ぎんぎつね（宮内征樹）

2014年
- ピンポン THE ANIMATION（辻堂高校の顧問）

2015年
- アクエリオンロゴス（魚八屋店主）

2016年
- アイドルメモリーズ（委員たち）
- 亜人（太居教授）

2017年
- サザエさん（2017年 - 、小松崎喜八郎、佐々木、加藤の祖父 他）

2018年
- 伊藤潤二『コレクション』（切り裂きジャック）
- メガロボクス（水原）

2020年
- GO!GO!アトム

2024年
- ドッグシグナル　(小山田)
- 明治撃剣-1874-（Kichibei Fujishima、Shimura）

### ゲーム
- 零 月蝕の仮面（2008年、片桐省二）
- JUDGE EYES:死神の遺言（2018年）

### 吹き替え

#### 映画
- 宇宙空母ギャラクティカ（アダー大統領〈リュー・エアーズ〉）※BD版
- 王の涙 -イ・サンの決断-（ク・ソンボク）
- ガンズ・アンド・ストレンジャー（ウェスト警部補〈クリスチャン・スレーター〉）
- 技術者たち（チョ社長〈キム・ヨンチョル〉）
- キャプテン・フィリップス（ミゲル・A・ルイス）
- サード・パーソン
- ジェノサイド・ゲーム（サッチャー将軍〈ニコラス・ハモンド〉）
- 修羅:黒衣の反逆（魏忠賢〈チン・シーチェ〉）
- スサミ・ストリート全員集合 〜または“パペット・フィクション”ともいう〜（セペル、エッセ[4]）
- スモール・アパートメント ワケアリ物件の隣人たち（オールスパイス氏〈ジェームズ・カーン〉）
- 鉄拳 Kazuya's Revenge（大臣〈ラデ・シェルベッジア〉）
- TWO WEEKS（ヤン・テクナム）
- ドラゴンゲート 空飛ぶ剣と幻の秘宝（梁材〈スン・ジェンクイ〉）
- ドラゴン・ブレイド（アグリッパ）
- ハンガー・ゲーム2（フラビウス）
- 美女と野獣（店主[5]）
- ブラック・シー（ピータース〈デヴィッド・スレルフォール〉）
- ブレイド・マスター（魏忠賢〈チン・シーチェ〉）
- ロスト・エリア -真実と幻の出逢う森-（ティム〈フランク・ランジェラ〉）

#### テレビドラマ
- イップ・マン（イップ・オイドー）
- エレメンタリー ホームズ&ワトソン in NY
- 女の香り（カン会長）
- カムバック マドンナ〜私は伝説だ
- グッド・ワイフ シーズン3（ジャステゥン・コイン）
- グッドワイフ シーズン6 (ニュースキャスター)
- クリミナル・マインド FBI行動分析課
- 殺人を無罪にする方法
- シカゴ・ファイア（クリストファー・ハーマン〈デビッド・エイゲンバーグ〉）
- シティーハンター in Seoul
- シンイ-信義-
- セレブの誕生（チェ・ヨンダル）
- セルフリッジ 英国百貨店（ミスター・ペレス）
- 孫子兵法（費無極〈侯越秋〉）
- ダーマー（スントーン）
- PERSON of INTEREST 犯罪予知ユニット シーズン2 #18（ルー・ミッチェル〈ロン・マクラーティ〉）
- HAWAII FIVE-0 シーズン5 #15（ロコ・マコニ〈バーカッド・アブディ〉）
- ファッション王
- 武神
- 海雲台の恋人たち
- ボルジア 欲望の系譜
- マッドメン シーズン4（トニー）
- 名探偵ポワロ 象は忘れない（レイヴンズクロフト将軍）
- 名探偵ポワロ 死者のあやまち（ホスキンス巡査部長）
- リベンジ シーズン2（ケニー・ライアン）
- レディプレジデント〜大物
- 私の恋愛のすべて（メン・ジュホ）
- 賢后 衛子夫
- 朝鮮ガンマン

#### アニメ
- カーズシリーズ（フィルモア〈2代目〉）
  - カーズ・オン・ザ・ロード
  - カーズ/クロスロード
- ジェイコブと海の怪物（オールド・ニック）
- ベイマックス（ヒースクリフ）

### 特撮
- 宇宙戦隊キュウレンジャー（2017年、マゲラーの声）

### ラジオ
- FMラジオドラマ
  - 夢源氏剣祭文
  - 封神演義

### 映画
- 天と地と
- 居酒屋ゆうれい2

### テレビドラマ
- 雨の脅迫者（1990年11月16日、フジテレビ）
- もう一度別れのブルースを 淡谷のり子物語（1991年8月13日、テレビ朝日）
- 信長 KING OF ZIPANGU（1992年、NHK）
- 鍵師（1993年3月12日、フジテレビ）
- 北山一平（1994年9月10日、NHK）
- 世にも奇妙な物語春の特別編（1995年4月3日、フジテレビ）
- ナースのお仕事（1996年、フジテレビ） - ナースクラブの常連客 役
- 風の刑事・東京発!（1995年、テレビ朝日）
- はみだし刑事情熱系（1996年、テレビ朝日)
- フェイス（1997年9月9日、関西テレビ）
- ガラスの仮面（1997年、テレビ朝日）
- WHO!?（1997年、TBSテレビ）
- はみだし刑事情熱系（1997年、テレビ朝日）
- 十津川警部シリーズ 海を渡った愛と殺意（1997年12月29日、TBSテレビ）
- お仕事です!（1998年、フジテレビ）
- 天使のお仕事（1999年、フジテレビ） - 河合 役
- 恋愛結婚の法則（1999年、フジテレビ）
- 氷の世界（1999年10月11日、フジテレビ）
- 私の青空（2000年5月18日、NHK）
- ナースのお仕事3（2000年、フジテレビ） - 今川義之 役